# Konkrete Poesie
Konkrete Poesie (lateinisch concretus ‚dicht, fest‘; altgriechisch ποίησις poiesis, deutsch ‚Dichtung‘) bezeichnet in der Dichtung eine bestimmte Herangehensweise an die Sprache.  Die Sprache dient nicht mehr der Beschreibung eines Sachverhalts, eines Gedankens oder einer Stimmung, sondern sie wird selbst zum Zweck und Gegenstand des Gedichts. Die Sprache stellt sich also selbst dar. Dabei wird allerdings sehr viel Wert auf die Gestaltung gelegt.

## Definition
Die Konkrete Poesie verwendet die phonetischen, visuellen und akustischen Dimensionen der Sprache als literarisches Mittel. Diese Form der Literatur möchte sich nur noch auf ihre eigenen Mittel beziehen: Wörter, Buchstaben oder Satzzeichen werden aus dem Zusammenhang der Sprache herausgelöst und treten dem Betrachter „konkret“, d. h. für sich selbst stehend, gegenüber.
Diese sprachliche Demonstration soll ein Gegenpol zur sprachlichen Reizüberflutung sein. Sprache hat im „konkreten Gedicht“ keine Verweisfunktion mehr. Die Methode der Konkreten Poesie ist eine antipoetische Meditation über die Bedingung der Möglichkeit der poetischen Gestaltungsweise. Es gibt kein „Gedicht über“, sondern nur noch eine Realität des sprachlichen Produkts an sich.

## Geschichte
Der Begriff Konkrete Poesie entstammt der Bildenden Kunst, von Theo van Doesburgs Zeitschrift Art concret (1930), nach der die Konkrete Kunst benannt ist. Als das Konkrete eines Bildes bezeichnete er die Bildelemente Punkt, Linie, Fläche, Farbe. Diese Definition von „konkret“ wurde auf Dichtung und Fotografie übertragen. Davon unabhängig prägte Pierre Schaeffer den Begriff Musique concrète. Allen konkreten Kunstrichtungen gemein ist das Herauslösen der (postulierten) Elemente der Künste und ihre Darstellung als eine eigene Realität.
Eugen Gomringers Aufruf vom vers zur konstellation (1954) gilt als das Gründungsmanifest der konkreten Dichtung, allerdings war der Künstler, Kunsttheoretiker und Schriftsteller Öyvind Fahlström bereits auf den Begriff gekommen.
Die Wörter sind für Gomringer nicht mehr Bedeutungsträger, sondern sie werden als visuelle (d. h. das Sehen betreffende) und phonetische Gestaltungselemente eingesetzt. So soll mit der graphischen Anordnung des Textes seine inhaltliche Bedeutung unterstrichen oder ironisiert werden. Die entscheidende poetische Tätigkeit ist dabei die Konstruktion, die neuartige Zusammensetzung der einzelnen Sprachelemente. Gomringer nennt seine Gedichte „Konstellationen“. Diese Herangehensweise löst Wörter, Buchstaben oder Satzzeichen aus dem Zusammenhang der Sprache heraus.
Viele deutschsprachige Vertreter der Konkreten Poesie gehörten dem Umkreis der Wiener Gruppe und der Stuttgarter Gruppe/Schule um Max Bense an.
Spiel mit der inhaltlichen Bedeutung:

             wolke     wolke

          wolkewolkewolkewolke

        wolkewolkewolkewolke

           wolkewolkewolkewolke

            wolke     wolke

              B        B

             L          Lb

              I         I  l  i  t z

             T           T   i

              Z         Z     tz

## Brasilien
In São Paulo entstand die Konkrete Poesie weitgehend unabhängig von europäischen Entwicklungen im Rahmen der Künstlergruppe Noigandres: Augusto de Campos, Décio Pignatari und Haroldo de Campos beriefen sich allerdings auf die Autorität der Avantgarde von Mallarmé bis James Joyce, Ezra Pound und E. E. Cummings. Wichtig waren die konkrete Malerei, Piet Mondrians Boogie-woogie Bildserie und Alexander Calders Mobiles, Anton Weberns Klangfarbenmelodie und Ezra Pounds Theorie des Ideogramms, mit der er Ernest Fenollosas verwegener Theorie des chinesischen Schriftzeichens folgte. Max Bill erhielt 1951 den Internationalen Preis der ersten Biennale von São Paulo und saß zwei Jahre später in der Jury. Als sich Designer Pignatari im Jahr 1955 die Hochschule für Gestaltung Ulm ansah, lernte er Max Bills Sekretär Eugen Gomringer kennen.
Im Jahr 1956/57 wurde die Erste nationale Ausstellung konkreter Kunst in São Paulo und Rio de Janeiro gezeigt. 1958 veröffentlichte Noigandres das Manifest Plano-piloto para poesia concreta. Das Wort sollte nicht mehr als bloßen Träger von Bedeutung wahrgenommen werden, sondern in seiner Gesamtheit. Es sollte als Artefakt poetisch werden (die Trennung von Signifikat und Signifikant sollte in der Dichtung aufgehoben werden).
Die Konkrete Poesie führte zu einer Umwälzung der brasilianischen Dichtung. Allerdings gab es bereits im Vorfeld der Militärdiktatur (1964–1985) Kritik an ihrer vordergründigen Indifferenz gegenüber gesellschaftlichen Ereignissen, vor allem die politische Linke forderte stattdessen eine Dichtung, die auf die sozialen Missstände im Land aufmerksam macht. Großen Einfluss entwickelte die Konkrete Poesie auf die Künstler des Tropicalismo (Caetano Veloso, Gilberto Gil, Gal Costa, Chico Buarque, José Carlos Capinam, Jards Macalé u. a.) Ende der 1960er Jahre. Mit dem Tropicalismo gelang eine Überwindung der ideologischen Grabenkämpfe unter den Dichtern. Gleichzeitig floss die Konkrete Poesie in die moderne brasilianische Musik ein.
Die brasilianische Konkrete Poesie führte vor allem seit den 1970er Jahren zu einer grafischen Erneuerung des Wortes auf allen Ebenen der Gesellschaft, ihre Innovationen wurden ebenso in der Werbung wie in der politischen Propaganda genutzt. Der Einfluss der Konkreten Poesie ist bis in die Gegenwart spürbar, Künstler wie Arnaldo Antunes setzen die Tradition fort.

## Gegenwart
Gruppen oder „die Vertreter“ der Konkreten Poesie gibt es heute nicht mehr so wie in den letzten Jahrzehnten. An die Stelle der Gruppen sind sehr wenige Einzelvertreter getreten, die – begünstigt durch die Entwicklung der Medien und auch der Werbung – kühner in ihren Entwürfen und Werken geworden sind. An die Stelle von starren Dogmen dieser gestalterischen Literatur (z. B. Konkrete Poesie stellt ausschließlich sich selbst dar) ist das Spiel mit dem Wort und den Buchstaben getreten. Es geht vor allem um
- das Spiel mit Bedeutungen
- das Spiel mit der räumlichen Dimension der Schrift (z. B. verschiedenen Schriftgrößen)
- das Spiel mit der räumlichen Positionierung der Buchstaben/Worte

Es gibt inzwischen auch den Begriff des „Wortbildes“ als Bezeichnung für dieses Sprachprodukt – neben der Bezeichnung „visuelle“ oder „konkrete“ Poesie. Gomringer hat sein Museum, andere Vertreter dieser Poesie haben beachtete Anthologien gemacht (siehe E. Williams), die Entwicklung des visuellen Aspektes in der Schriftsprache aber geht weiter. Das spricht für ihre Dynamik – auch wenn sie im Literaturbetrieb fast unbeachtet bleibt. Konkrete Poesie ist die Leidenschaft der Intellektuellen unter den Poeten. Die Zeiten, in denen großartige Anthologien Konkreter Poesie publiziert wurden, scheinen allerdings vorerst vorüber zu sein.
Den gelegentlich geäußerten Vorwurf, die „Konkrete Poesie“ sei politisch indifferent, widerlegte
Wolfgang Lauter 1977 mit seinem im Spiegel abgedruckten auf Leinwand gemalten Textbild 
Freiheitlich-demokratische Grundordnung.

## Dichter und Dichterinnen der Konkreten Poesie (Auswahl)
- Friedrich Achleitner (1930–2019), Österreich
- Guillaume Apollinaire (1880–1918), Frankreich
- Alain Arias-Misson (* 1936), Belgien
- H. C. Artmann (1921–2000), Österreich
- Carlo Belloli, Italien
- Max Bense (1910–1990), Deutschland
- Chris Bezzel (1937–2015), Deutschland
- Bill Bissett (* 1939), Kanada
- Ivar Breitenmoser (1951–2014), Schweiz
- Claus Bremer (1924–1996), Deutschland
- Roman Brombosz, Polen
- Joan Brossa (1919–1998), Katalonien
- Augusto de Campos (* 1931), Brasilien
- Haroldo de Campos, Brasilien
- Safiye Can (* 1977), Deutschland
- Henri Chopin (1922–208), Frankreich
- Carlfriedrich Claus (1930–1998), Deutschland
- Bob Cobbing (1920–2002), England
- Małgorzata Dawidek Gryglicka, Polen
- Caterina Davinio (* 1957), Italien
- Stanisław Dróżdż (1939–2009), Polen
- Paul de Vree (1909–1982), Belgien
- Reinhard Döhl (1934–2004), Deutschland
- Joseph Felix Ernst, Deutschland
- Öyvind Fahlström (1928–1976), Schweden
- Ian Hamilton Finlay (1925–2006), Schottland
- Heinz Gappmayr (1925–2010), Österreich
- Lisa Golze (* 1979), Deutschland
- Eugen Gomringer (* 1925), Schweiz
- Ferreira Gullar (1930–2016), Brasilien
- Helmut Heißenbüttel (1921–1996), Deutschland
- Sylvester Houédard, England
- Ernst Jandl (1925–2000), Österreich
- Angelika Janz (* 1952), Deutschland
- Kitasono Katue (1902–1978), Japan
- Jiří Kolář (1914–2002), Tschechien
- Barbara Kozłowska, Polen
- Ferdinand Kriwet (1942–2018), Deutschland
- Wolfgang Lauter (* 1946), Deutschland
- Jackson Mac Low (1922–2004), USA
- Kurt Marti (1921–2017), Schweiz
- Kurt A. Mautz (1911–2000), Deutschland
- Hansjörg Mayer (* 1943), Deutschland
- Andreas Meier (* 1951), Schweiz
- Eugenio Miccini (1925–2007), Italien
- Franz Mon (1926–2022), Deutschland
- Edwin Morgan (1920–2010), Schottland
- Christian Morgenstern (1871–1914), Deutschland
- Maurizio Nannucci (* 1939), Italien
- bp Nichol, Kanada
- Seiichi Niikuni, Japan
- Jürgen O. Olbrich (* 1955), Deutschland
- Ewa Partum (* 1945), Polen
- Tom Phillips, England
- Décio Pignatari (1927–2012), Brasilien
- Lamberto Pignotti, Italien
- Arne Rautenberg (* 1967), Deutschland
- Carl Frederik Reuterswärd, Schweden
- Diter Roth (1930–1998), Schweiz
- Gerhard Rühm (* 1930), Österreich
- Konrad Balder Schäuffelen (1929–2012), Deutschland
- Siegfried J. Schmidt (1940–2025), Deutschland
- Kurt Schwitters (1887–1948), Deutschland
- Carlo Stasi, Italien
- Witold Szwedkowski, Polen
- André Thomkins (1930–1985), Schweiz
- Timm Ulrichs (* 1940), Deutschland
- Witold Wirpsza (1918–1985), Polen
- Wolf Wezel, Deutschland
- Emmett Williams (1925–2007), USA
- Jonathan Williams, USA

## Ausstellungen
- 2016: Concerning Concrete Poetry, Badischer Kunstverein, Karlsruhe.[5]
- 2017: Art and the Alphabet, Hamburger Kunsthalle